# Řetová (Svitavská pahorkatina)
Řetová (559 m n. m.) je vrch v Pardubickém kraji. Leží asi 1,5 km západně od obce Řetová, na pomezí katastrálních území Řetové (okres Ústí nad Orlicí) a vsi Horní Sloupnice (okres Svitavy).

## Geomorfologické zařazení
Geomorfologicky vrch náleží do celku Svitavská pahorkatina, podcelku Českotřebovská vrchovina, okrsku Kozlovský hřbet a podokrsku Brandýský hřbet.